# Félix Meynet
Pour les articles homonymes, voir Meynet.
Félix Meynet est un  auteur de bande dessinée et anciennement moniteur de ski français, né le 26 novembre 1961 à Saint-Jeoire-en-Faucigny.

## Biographie
Installé à Bellevaux, en Haute-Savoie, il a notamment créé la série Fanfoué des Pnottas, où ses personnages s'inscrivent dans sa région : d'inspirations populaires, ils tournent en dérision les touristes, mais aussi les gens du cru… Son épouse Dominique l'épaule dans les mises en couleurs des albums.
Meynet dessine également plusieurs séries, dont les Éternels et Sauvage, scénarisés par Yann. Sauvage et notamment son cinquième tome sorti début 2020 lui valent plus récemment des critiques très positives,,.

## Séries
- Double M, avec Pascal Roman, Dargaud :

1. Le Trésor des Chartreux, 1992.
2. Une valse pour Anaïs, 1993.
3. Meurtre autour d'une tasse de thé, 1994.
4. Les Pions de Mr K., 1995.
5. Faux Témoin, 1996.
6. Le Chamois blanc, 1999[4].

- Fanfoué des Pnottas, avec Pascal Roman, B.D. Club de Genève, 1994 (format strip).
- Fanfoué des Pnottas, avec Pascal Roman, Éditions des Pnottas (format strip) :

1. Gentiane et P'tites Pépées, 1995.
2. Fondues déchaînées, 1996.
3. Tomme III, 1997.
4. Fanfoué casse la baratte, 2000.
5. Techno-Musette Party, 2000.

- Une aventure de Fanfoué des Pnottas, avec Pascal Roman (format A4) :

1. Le reblochon qui tue !, Éditions des Pnottas, 1998[5].
2. Pas de ripaille pour Fanfoué, Horizon BD, 2004.
3. Meurtres en abondance, Horizon BD, 2006.

- Tatiana K. (dessin), avec François Corteggiani (scénario), Dargaud :

1. La Boîte de Pandore, 1998.
2. Strigoï, (2001.
3. Le Stygmate de Longinus, 2004.

- Les Gags de Fanfoué des Pnottas, Horizon BD :

1. Tant qu'il y aura des Tommes..., 2002.
2. Je Stemme, moi non plus !, 2006.
3. À Cor perdu !, 2007.
4. Jour de Tartiflette, 2008.
5. Gare aux morilles !, 2011.
6. Dernier de cordée, 2013.

- Fanfoué : 10 Ans de bonnes aventures (dessin), avec Pascal Roman, Horizon BD, 2002.
- Les Éternels (dessin), avec Yann (scénario), Dargaud :

1. Uma, 2003.
2. Mira, 2004.
3. Le Diamant d'Abraham, 2005.
4. Le Puits des ténèbres, 2006.
5. La cire qui chante, 2010.
6. Le Cercueil de glace, 2010.

- L'Homme à la main d'or, Horizon BD, 2012.
- Sauvage (dessin), avec Yann (scénario), Casterman :

1. Les Damnés d'Oaxaca, 2013.
2. Dans les griffes de Salm-Salm, 2017.
3. La Youle, 2017.
4. Esmeralda, 2018.
5. Black Calavera, 2020.